# Madleen Kane
Madleen Kane (* 4. März 1958 als Madeleine Flerkell in Malmö) ist eine schwedische Disco-Sängerin und ehemaliges Model. Im Zuge der Disco-Welle der späten 1970er Jahre feierte sie bis Mitte der 1980er Jahre einige Erfolge in diesem Genre.

## Karriere
Madleen Kane wuchs in wohlhabenden Verhältnissen auf. Ihr Vater ist Schwede, ihre Mutter Amerikanerin. Ihre Jugendjahre waren geprägt von Überseereisen, Musikstunden und Tanzunterricht. Als Teenager lebte sie bei Eileen Ford, deren Agentur Ford Models Kane als Model unter Vertrag nahm. Im April 1978 zierte sie unter anderem das Cover des französischen Playboys. Ein Jahr später folgte ein weiteres Cover für die spanische Ausgabe des Magazins. Die enthaltenen Foto-Strecken beinhalten Aufnahmen mit Grace Jones, Amanda Lear und Flower unter der Überschrift „Disco Queens“. Im Juli gleichen Jahres folgte schließlich eine Foto-Strecke im deutschen Playboy.
1978 unterzeichnete Kane einen Plattenvertrag bei CBS (für Europa) und Warner (für die USA) und startete mit der LP Rough Diamond sowie der gleichnamigen Single ihre Karriere als Disco-Sängerin. Jean-Claude Friederich produzierte sämtliche Veröffentlichungen bis 1980. Kane konnte in dieser Zeit etliche große Erfolge in den Disco-Charts der USA landen. Darunter Forbidden Love/Secret Love Affair (Medley) (1979) und Cherchez pas/Boogie Talk (1980). Cherchez pas war außerdem ihr einziger Hit in den schwedischen Charts. 1981 produzierte Giorgio Moroder die LP Don’t Wanna Lose You mit Kanes größtem Hit You Can, Platz 1 der Disco-Charts und die einzige Single ihrer Karriere, der auch der Sprung in die amerikanischen Pop-Charts gelang (Platz 77).
Nach einer Pause knüpfte Kane mit der am High-Energy-Sound angelehnten LP Cover Girl und der Single I’m No Angel an die vorherigen Erfolge an. Danach verlor sie das Interesse an ihrer Musikkarriere. Bis auf eine Compilation im Jahre 1994, die noch einmal alle großen Erfolge der Sängerin versammelte, verschwand Kane aus den weltweiten Veröffentlichungskatalogen. Sie zog sich völlig aus der Öffentlichkeit zurück, heiratete und bekam drei Kinder.
2013 gab Kane dem Autor James Arena im Rahmen seines Buches First Ladies of Disco ein ausführliches Interview über ihre Karriere und die Jahrzehnte danach. Im Juni 2016 trat sie schließlich das erste Mal in 28 Jahren wieder live mit einer Auswahl ihrer Disco-Titel auf.

## Diskografie

### Alben
- 1978: Rough Diamond (CBS/Warner)
- 1979: Cheri (CBS/Warner)
- 1980: Sounds of Love (Chalet)
- 1981: Don't Wanna Lose You (Chalet)
- 1985: Cover Girl (TSR)
- 1994: 12 Inches and More (TSR, Kompilation)